# Niels De Ridder
Niels De Ridder (Brasschaat, 7 februari 2001) is een Belgisch basketballer.

## Carrière
De Ridder speelde in de jeugd van Ticino Merksem en Cobras Schoten-Brasschaat. Daarna speelde hij in de verschillende jeugdploegen van de Antwerp Giants. Hij won twee jaar op rij de beker van België en kreeg sinds 2018 meer en meer speelminuten. Hij speelde in het seizoen 2020/21 voor het eerst 22 wedstrijden en tekende een nieuw contract voor twee jaar. In 2022 verliet hij de Giants en tekende een contract bij de tweedeklasser Kortrijk Spurs. De Ridder werd aan het einde van het seizoen 2024/25 verkozen tot beste Belgische speler van het jaar.
Aan het einde van het seizoen 2024/25 verliet hij de club en tekende hij opnieuw bij de Antwerp Giants.

### Nationale ploeg
De Ridder maakte zijn debuut voor de nationale ploeg in een vriendschappelijke wedstrijd tegen Ivoorkust op 19 juni 2024 waarin hij goed was voor 18 punten, 6 rebounds en 3 assists.

## Privéleven
Zijn broer Thijs De Ridder en Lukas De Ridder werden ook een basketballer.

## Erelijst
- Belgisch bekerwinnaar: 2019, 2020
- Belgisch speler van het jaar: 2025
- BNXT League Dream Team: 2025